# Айса, Долкун
Долкун Айса (уйг. دولقۇن ئەيسا‎, читается Долқун Ейса; кит. 多里坤·艾沙; в ряде русскоязычных источников — Долкун Иса; род. 2 сентября 1967 года, Аксу) — защитник прав уйгуров. С 2017 года является президентом Уйгурского всемирного конгресса.

## Биография
Родился 2 сентября 1967 года в Аксу и воспитывался своими бабушкой и дедушкой в округе Калпин в префектуре Аксу до 9 лет. Позже вернулся в город Аксу и окончил там среднюю школу. В 1984 году поступил на физический факультет Синьцзянского университета. В начале 1988 года, за полгода до выпуска был исключён из университета за организацию студенческой демонстрации, после чего он вернулся в Аксу и работал в школе. В 1990 году он отправился в Пекин, где изучал английский и турецкий языки. В 1994 году бежал в Турцию из-за угрозы ареста и учился в Университете Гази в Анкаре. Получил степень магистра в области политики и социологии Впоследствии переехал в Германию, где попросил убежища. В 2006 году он стал гражданином Германии .

## Активность
В сентябре 2018 года выступил против лагерей перевоспитания в Синьцзяне, где, согласно сообщениям, насильно содержатся более миллиона уйгуров.

### Встреча с премьер-министром Турции
16 февраля 2018 года во время Всемирной конференции по безопасности премьер-министр Турции Бинали Йылдырым встретился с Айсой. На встрече Айса рассказал премьер-министру о репрессиях властей КНР в Восточном Туркестане. Айса также встретился с министром внутренних дел Турции Сулейманом Сойлу.

### Выступление в Европарламенте
15 мая 2018 года на заседании Подкомитета по правам человека (DROI) Долкун Айса, выступая в качестве вице-президента Организации непредставленных наций и народов (UNPO) и президента Всемирного уйгурского конгресса (WUC), встретился с Софи Ричардсон (директор «Хьюман Райтс Вотч» по Китаю) и Ульрихом Делиусом (директор Общества содействия уязвимым народам (STPI)). На встрече обсуждалась ситуация с правами человека в Китае вообще и положение в Синьцзян-Уйгурскому автономном районе в частности. Айса подчеркнул, что уйгуры подвергаются ограничениям своих прав на свободу выражения мнений, свободу религии и убеждений и даже свободу передвижения в Китае. Произвольные задержания, в частности под предлогом китайского закона о борьбе с терроризмом, остаются широко распространёнными.

## ООВТ
Правительство Китая утверждает, что Айса является вице-председателем Организации освобождения Восточного Туркестана, однако Айса отрицает это утверждение. Китай направил в Интерпол красное уведомление на розыск Айсы, но заявка Китая была отклонена . С 2003 года находится в китайском списке разыскиваемых террористов. Вопреки заявлениям Китая, Айса осуждает терроризм в любой форме.

## Преследования со стороны КНР
В 2017 году У Хунбо (Wu Hongbo) — один из китайских дипломатов в ООН — предпринял попытку воспрепятствовать Айсе участвовать в форуме ООН в качестве официального представителя немецкого НГО STPI. Попытка провалилась благодаря вмешательству американских и немецких дипломатов.
В 2018 году Китай выразил недовольство решением Интерпола отклонить обвинения Айсы в терроризме, выдвинутое властями КНР .

### Комментарии
1. ↑  Занимал пост начальника управления по экономике и социальным вопросам (UN Department of Economic and Social Affairs)[10]
2. ↑  В 2017 году китайские представители в ООН добились сокращения должности сотрудника, в чьи обязанности входило наблюдение за продвижением темы прав человека всеми подразделениями и программами ООН[10]

### Сноски
1. ↑  Культурный геноцид? Власти Китая отправляют мусульман-уйгуров в лагеря. Дата обращения: 7 декабря 2019. Архивировано 7 декабря 2019 года.
2. ↑  Corée du Sud : Amnesty se félicite de la libération de Dolkun Isa, mais déplore qu’il n’ait pas pu entrer sur le territoire Архивная копия от 7 декабря 2019 на Wayback Machine Amnesty, 18 septembre 2009
3. ↑  Nouveaux appels à la fermeture des «camps de rééducation» du Xinjiang Архивная копия от 10 января 2020 на Wayback Machine Challenges, 19 septembre 2018
4. ↑  Dolkun Isa met with Binali Yıldırım in Munich (16 февраля 2018). Дата обращения: 8 декабря 2019. Архивировано 8 декабря 2019 года.
5. ↑  Dolkun Isa met with PM of Turkey (16 февраля 2018). Дата обращения: 8 декабря 2019. Архивировано 8 декабря 2019 года.
6. ↑  Dolkun Isa European Parliament Subcommittee on Human Rights by UNPO (15 мая 2018). Дата обращения: 8 декабря 2019. Архивировано 25 октября 2019 года.
7. ↑  Dolkun Isa European Parliament Subcommittee on Human Rights (15 мая 2018). Дата обращения: 8 декабря 2019. Архивировано 4 июля 2018 года.
8. ↑  China upset as Interpol removes wanted alert for exiled Uighur leader (24 февраля 2018). Дата обращения: 7 декабря 2019. Архивировано 16 ноября 2020 года.
9. ↑  DOLKUN ISA. www.uyghurcongress.org. Дата обращения: 17 ноября 2017. Архивировано 3 февраля 2018 года.
10. 1 2 3  In the UN, China uses threats and cajolery to promote its worldview Архивная копия от 8 декабря 2019 на Wayback Machine, The Economist, Dec 7th 2019
11. ↑   (англ.) China upset as Interpol removes wanted alert for exiled Uighur leader Архивная копия от 16 ноября 2020 на Wayback Machine 24 février 2018